# 小花蓝盆花
小花蓝盆花（学名：Scabiosa olivieri）为川续断科蓝盆花属下的一个种。